# 中华人民共和国劳动合同法
《中华人民共和国劳动合同法》，简称《劳动合同法》，是一部中华人民共和国法律，是《中华人民共和国劳动法》的子法、下位法。2008年1月1日起施行，2013年7月1日实施修订版。该法是“为了完善劳动合同制度，明确劳动合同双方当事人的权利和义务，保护劳动者的合法权益，构建和发展和谐稳定的劳动关系”而制定的。劳动合同法从起草到实施，都引起了激烈的争论。

## 背景
中国人民大学劳动和社会保障法研究所所长黎建飞指出，《中华人民共和国劳动法》实施十多年，出现一系列问题，一是合同签订率低，二是短期合同盛行，三就是试用期滥用，四是违约金滥用。劳动法实施以来，劳动争议纠纷大幅增加，劳动合同成为众多劳动争议案件的核心。
在劳动合同法一审稿征求意见时，中国欧盟商会和上海美国商会同时向全国人大常委会提交修改建议，暗示要撤资。资方通过游说等途径施加影响。劳动合同法从起草到实施，都引起了激烈的争论。2007年山西黑砖窑事件最终促成了劳动合同法的诞生。据中华全国总工会法律工作部副部长谢良敏介绍，“‘黑砖窑’事件发生之后，很大的刺激了立法机关”，第93条、94条、95条都是针对黑砖窑事件的。黎建飞说，该事件直接导致《劳动合同法》第38条增加了第二款。

## 立法过程
1994年下半年，中华人民共和国劳动部和中华全国总工会启动劳动合同法的立法程序，由于配套法律尚未立法，劳动合同法被暂时搁置。2004年底，起草工作重新启动。
2005年12月24日，第十届全国人民代表大会常务委员会第十九次会议第一次审议劳动合同法草案。2006年3月20日，根据全国人大常委会委员长会议的决定，全国人大常委会办公厅发出通知，全文公布劳动合同法草案，广泛征求意见。据权威统计，公布40天后，全国人大常委会法制工作委员会共收到各界意见191849件，来自劳动者的意见占65%左右。2006年12月24日，第十届全国人大常委会第二十五次会议第二次审议劳动合同法草案。2007年4月24日，第十届全国人大常委会第二十七次会议第三次审议劳动合同法草案。6月24日，第十届全国人大常委会第二十八次会议第四次审议劳动合同法草案。第十届全国人大常委会第二十八次会议于2007年6月29日通过劳动合同法，自2008年1月1日起施行。
为贯彻实施《中华人民共和国劳动合同法》，2008年9月3日中华人民共和国国务院第25次常务会议通过了《中华人民共和国劳动合同法实施条例》，2008年9月18日《中华人民共和国国务院令》第535号公布，自公布之日起施行。
2008年10月，全国人大常委会派人赴六省进行劳动用工执法检查，根据检查结束后全国人大常委会执法检查组的建议，2009年上半年，中华人民共和国人力资源和社会保障部开始制定《劳务派遣条例》，以弥补劳动合同法限制劳务派遣的不足。由于利益集团特别是大型国企的反对，《劳务派遣条例》流产。2011年2月，中华全国总工会向全国人大常委会法工委上报《国内劳务派遣调研报告》，提议修改劳动合同法中劳务派遣相关内容。2012年12月28日，第十一届全国人大常委会第三十次会议通过《关于修改〈中华人民共和国劳动合同法〉的决定》。2013年7月1日，新修订的《劳动合同法》正式实施。

## 内容
《中华人民共和国劳动合同法》分八章九十八条。2013年7月1日新修订的《劳动合同法》着重解决劳务派遣问题。
该法第一条称，该法是为了完善劳动合同制，明确劳动合同双方当事人的权利和义务，保护劳动者的合法权益，构建和发展和谐稳定的劳动关系而制定的法律。其主要内容有：
1. 扩大适用范围。比起《劳动法》，适用范围增加了民办非企业单位等组织及其劳动者。
2. 企业制定规章的民主程序：涉及劳动者切身利益的规章制度或者重大事项制订，必须要有劳动者和工会的参与。
3. 劳动合同应当书面订立。
4. 引导订立无固定期限合同。第十四条提出，劳动者工作满10年即应当订立无固定期限合同。
5. “同一用人单位与同一劳动者只能约定一次试用期”。
6. 规定了两种情况可以约定违约金。
7. 关于经济性裁员。《劳动合同法》第四十一条第三款规定：“用人单位依照本条第一款规定裁减人员，在六个月内重新招用人员的，应当通知被裁减的人员，并在同等条件下优先招用被裁减的人员。”
8. 规范劳务派遣。《劳动合同法》新修订版规定“劳务派遣用工是补充形式，只能在临时性、辅助性或者替代性的工作岗位上实施。”
9. 劳动报酬支付令制度。用人单位拖欠或未足额支付劳动报酬时，劳动者可依法向当地法院申请支付令，法院应当依法发出支付令。

## 实施情况
中国劳动关系学院劳动关系系副主任乔健称，该法增加企业用人成本仅2%至3%。中国劳动协会劳动薪酬专业委员会会长苏海南称，人力资源与社会保障部2008年第三季度调查，发现该法实施后，劳资关系出现“两高一低”（短期劳动关系减少，劳动合同签约率、社会保险参保率大幅提高）。可见该法效果显著。2008年，上海地区的劳动争议案件同比增长119%，用人单位的全部胜诉率占结案数的17.2%，同比上升5.3%，这是自有统计以来首次出现。常凯认为这表明企业用工规范程度提高。
2008年4月，大学师生监察无良企业行动、香港浸会大学学生会、香港中文大学学生会发表关于五家港企工伤、违反《劳动合同法》的报告，玖龙纸业被指“血汗工厂”，引发广泛关注和讨论。
劳动合同法通过后，用人单位倾向用“劳务派遣”规避用人成本上升。根据官方统计，在2008年1月1日劳动合同法实施之前，中国国内劳务派遣职工是2000万，2009年达到2700万，2010年底达到6000万。
据2010年周长征研究，2008年世界金融危机背景下中国各地在劳动合同法实施过程中发挥了司法能动主义，实际上放松了劳动合同法实施力度。

## 争论
劳动合同法起草过程中最为集中和激烈的争议是，该法的立法宗旨是保护劳动者的合法权益，还是保护劳动者和用人单位的合法权益。最终还是选择向劳动者倾斜。
2007年12月11日后，张五常连续发表4篇文章，尖锐批评《劳动合同法》“有机会把改革得大有看头的经济搞垮了”，是“中国伟大经济改革的致命伤”。上述批评文章经媒体、网络广泛转载，反响强烈。劳动合同法立法专家组组长常凯、中华全国总工会民主管理部部长郭军等对张五常提出批评。
2016年，董保华发表《〈劳动合同法〉的十大失衡问题》，钱叶芳、王冀哲随后发表《也谈劳动合同法的失衡问题———与董保华教授商榷》，李干、董保华发表《再谈〈劳动合同法〉的失衡问题》作为回应。
常凯认为：“《劳动合同法》的颁布和实施，是我国劳动关系集体化转型的契机和新起点”，“《劳动合同法》的实施，既对集体劳动关系的构建和规制提出要求，也为集体劳动关系构建提供了基础”。游正林评论说：根据常凯论述，集体化转型“应是一种‘集体劳动关系’在数量上明显增加、在作用上显著增强的过程，相应地，也应该是工会与集体谈判活动明显增加和增强的过程。”中国的劳动关系并没有出现“集体化转型”，而是出现了另一种转型。
谢增毅提出《劳动合同法》存在五方面的不足：一是“如果当事人已订立了书面劳动合同，只是没有约定合同期限，第14条第3款就无法适用。”“目前只能通过司法解释对第14条第3款进行扩大解释，以弥补这一重大漏洞。”二是“将以欺诈、胁迫的手段订立的合同作为无效合同而不是可撤销合同。”如果“赋予受害方变更或者撤销的权利，受害方将占有主动地位”。三是“没有将国外通常禁止雇主解雇雇员的事由，即在雇员拒绝雇主的命令从事违法行为时雇主不得解雇雇员的情形包含在内”。四是关于劳动派遣制度，五是关于用人单位的报酬支付义务。
2016年，中华人民共和国财政部部长楼继伟称，劳动合同法对企业保护不足，签订长期合同等规定不适应灵活用工的外向型、代工型企业；劳动合同法没有激励企业培训员工技能，近年中高级技师短缺与劳动合同法有关；劳动合同法可能是近年薪酬过快上涨的原因。